# Convocatoria (álbum)
Convocatoria es un álbum solista del músico y pedagogo Claudio Gabis. Este disco reúne el material de Convocatoria I y Convocatoria II, más dos bonus tracks anteriormente inéditos. Para la grabación de este álbum Claudio Gabis se rodeó de otros artistas del rock argentino y español, contando, entre otros, con Charly García, Ricardo Mollo, Joaquín Sabina, Andrés Calamaro, Fito Páez, Luz Casal y León Gieco.

## Historia
Habiendo pasado veinte años desde la edición del último álbum de estudio solista, Claudio Gabis edita una nueva placa, contando con la participación de grandes artistas argentinos y españoles con los que ya había trabajado en ocasiones anteriores. Si bien había grabado otro trabajo solista durante ese período -Mudanzas, en 1989- este aún no ha sido publicado. 

## Composición y grabación
Este álbum contiene canciones nuevas como "Bluguala de la salina grande", viejas canciones inéditas como "Malas condiciones", "Blues del corazón destrozado", "Buenos Aires Shuffle", "Cuando quieras encontrarme", también hay temas que había grabado anteriormente con Manal, como "Jugo de tomate", "No hay tiempo de más", "Avenida Rivadavia", "No pibe", "Avellaneda Blues", temas de sus discos solistas como "Blues de un domingo lluvioso", "Boogie de Claudio", "Bajando a Buenos Aires", temas nuevos compuestos para la ocasión en colaboración con otros artistas "Maradona blues",  "El vuelo de tu falda", "Negro como un blues", "En el fondo del mar" y versiones como "Desconfío" de Pappo's Blues, "Rock de la mujer perdida" de Los Gatos, "Estuve en la tierra" de Coque Malla, "Nena boba" de Pescado Rabioso, "Para que nos sirven" de Billy Bond y La Pesada del Rock and Roll, como también "Buenos Aires blues" de La Mississippi Blues Band.
Las sesiones de grabación se realizaron en distintos estudios de Buenos Aires y Madrid.
Según palabras del propio Gabis, el álbum desde un principio fue pensado para editarse como álbum doble, pero por cuestiones de la discográfica se terminó editando por separado con dos años de diferencia, con lo que esta edición subsanaría el hecho.

## Portada
La tapa del álbum muestra al artista parado frente a los afiches promocionales de los conciertos con que presentó los álbumes Convocatoria I y Convocatoria II. En diversos textos de estos afiches pueden verse los invitados con que contó en esa ocasión.

## Lista de canciones
| N.º | Título                                               | Vocalista principal | Duración |  |
| 1.  | «Jugo de tomate (Javier Martínez)»                   | Charly García       | 4:54     |  |
| 2.  | «Nena boba (Luis Alberto Spinetta)»                  | Fito Páez           | 4:19     |  |
| 3.  | «Avellaneda Blues (Gabis/Martínez)»                  | León Gieco          | 9:06     |  |
| 4.  | «Blues del corazón destrozado (Claudio Gabis)»       | (instrumental)      | 3:22     |  |
| 5.  | «Rock de la mujer perdida (Litto Nebbia)»            | Andrés Calamaro     | 3:19     |  |
| 6.  | «Blues de un domingo lluvioso (Claudio Gabis)»       | Alejandro Medina    | 6:55     |  |
| 7.  | «No pibe (Javier Martínez)»                          | Claudia Puyó        | 4:20     |  |
| 8.  | «El vuelo de tu falda (Guerra/Gabis)»                | Pedro Guerra        | 4:54     |  |
| 9.  | «Negro como un blues (Sabina/Stivel/Gabis)»          | Joaquín Sabina      | 3:22     |  |
| 10. | «Estuve en la tierra (Coque Malla)»                  | Coque Malla         | 4:09     |  |
| 11. | «Avenida Rivadavia (Javier Martínez)»                | Horacio Fontova     | 2:54     |  |
| 12. | «Buenos Aires blues (Tapia/Robinson/Ginoi)»          | Ricardo Tapia       | 3:31     |  |
| 13. | «Bajando a Buenos Aires (Claudio Gabis)»             | Ricardo Tapia       | 4:30     |  |
| 14. | «No hay tiempo de más (Javier Martínez)»             | Ricardo Mollo       | 3:43     |  |
| 15. | «Maradona Blues (García/Gabis)»                      | Charly García       | 5:16     |  |
| 16. | «Malas condiciones (Claudio Gabis)»                  | León Gieco          | 6:53     |  |
| 17. | «Boogie de Claudio (Claudio Gabis)»                  | Andrés Calamaro     | 2:33     |  |
| 18. | «Bluguala de la Salina Grande (Claudio Gabis)»       | (Instrumental)      | 4:41     |  |
| 19. | «Para que nos sirven (Napolitano/Canterini/Álvarez)» | Alejandro Medina    | 2:53     |  |
| 20. | «Buenos Aires Shuffle (Moris/Gabis)»                 | Moris               | 5:23     |  |
| 21. | «Desconfío (Pappo)»                                  | Ricardo Soulé       | 4:23     |  |
| 22. | «En el fondo del mar (Calamaro/Gabis)»               | Teddy Bautista      | 4:23     |  |
| 23. | «Cuando quieras encontrarme (Casal/Gabis)»           | Luz Casal           | 5:18     |  |
| 24. | «El vuelo de tu falda (Guerra/Gabis)»                | Pedro Guerra        | 4:54     |  |

### Edición 2013
En diciembre de 2013 se reedita Convocatoria en álbum doble como había sido pensado en su primer momento. Se adicionaron las canciones "Mudanzas” y "Esto se acaba aquí", el primero se trata de un rock and roll de fines de los años 80, y el segundo es una canción compuesta originalmente en 1973, pero recientemente regrabada con la adición de una nueva estrofa.

### Lista de canciones
| N.º | Título                                         | Vocalista principal | Duración |  |
| 1.  | «Jugo de tomate (Javier Martínez)»             | Charly García       | 4:54     |  |
| 2.  | «Nena boba (Luis Alberto Spinetta)»            | Fito Páez           | 4:19     |  |
| 3.  | «Avellaneda Blues (Gabis/Martínez)»            | León Gieco          | 9:06     |  |
| 4.  | «Blues del corazón destrozado (Claudio Gabis)» | (instrumental)      | 3:22     |  |
| 5.  | «Rock de la mujer perdida (Litto Nebbia)»      | Andrés Calamaro     | 3:19     |  |
| 6.  | «Blues de un domingo lluvioso (Claudio Gabis)» | Alejandro Medina    | 6:55     |  |
| 7.  | «No pibe (Javier Martínez)»                    | Claudia Puyó        | 4:20     |  |
| 8.  | «El vuelo de tu falda (Guerra/Gabis)»          | Pedro Guerra        | 4:54     |  |
| 9.  | «Negro como un blues (Sabina/Stivel/Gabis)»    | Joaquín Sabina      | 3:22     |  |
| 10. | «Estuve en la tierra (Coque Malla)»            | Coque Malla         | 4:09     |  |
| 11. | «Avenida Rivadavia (Javier Martínez)»          | Horacio Fontova     | 2:54     |  |
| 12. | «Buenos Aires blues (Tapia/Robinson/Ginoi)»    | Ricardo Tapia       | 3:31     |  |
| 13. | «Esto se acaba aquí (Gabis)»                   |                     | 5:09     |  |

| N.º | Título                                               | Vocalista principal | Duración |  |
| 14. | «Bajando a Buenos Aires (Claudio Gabis)»             | Ricardo Tapia       | 4:30     |  |
| 15. | «No hay tiempo de más (Javier Martínez)»             | Ricardo Mollo       | 3:43     |  |
| 16. | «Maradona Blues (García/Gabis)»                      | Charly García       | 5:16     |  |
| 17. | «Malas condiciones (Claudio Gabis)»                  | León Gieco          | 6:53     |  |
| 18. | «Boogie de Claudio (Claudio Gabis)»                  | Andrés Calamaro     | 2:33     |  |
| 19. | «Bluguala de la Salina Grande (Claudio Gabis)»       | (Instrumental)      | 4:41     |  |
| 20. | «Para que nos sirven (Napolitano/Canterini/Álvarez)» | Alejandro Medina    | 2:53     |  |
| 21. | «Buenos Aires Shuffle (Moris/Gabis)»                 | Moris               | 5:23     |  |
| 22. | «Desconfío (Pappo)»                                  | Ricardo Soulé       | 4:23     |  |
| 23. | «En el fondo del mar (Calamaro/Gabis)»               | Teddy Bautista      | 4:23     |  |
| 24. | «Cuando quieras encontrarme (Casal/Gabis)»           | Luz Casal           | 5:18     |  |
| 25. | «El vuelo de tu falda (acústico) (Guerra/Gabis)»     | Pedro Guerra        | 4:54     |  |
| 26. | «Mudanzas (Gabis)»                                   |                     | 4:25     |  |

## Créditos
- Claudio Gabis: guitarra eléctrica, guitarra acústica, guitarra slide, coros
- Charly García: voz, piano, teclados
- Fito Páez: voz, piano, teclados
- Andrés Calamaro: voz, teclados, coros
- Ricardo Soulé: voz, violín
- Alejandro Medina: voz, coros
- León Gieco: voz
- Joaquín Sabina: voz
- Claudia Puyó: voz
- Luz Casal: voz
- Ricardo Mollo: voz
- Ricardo Tapia: voz
- Pedro Guerra: voz
- Horacio Fontova: voz
- Moris: voz
- Coque Malla: voz
- Teddy Bautista: voz
- Gustavo Ginoi: guitarra
- Ciro Fogliatta: piano, teclados, órgano
- Leo Sujatovich: piano, órgano, teclados
- Tito Davila: piano, órgano, coros
- Luis Lozano: teclados
- Miguel de Ipola: teclados
- Jorge Pinchevsky: violín
- Marcelo Fuentes: bajo eléctrico
- Claudio Cannavo: bajo eléctrico
- Horacio Fumero: bajo eléctrico
- Pedro Barceló: batería
- Juan Carlos Tordó: batería
- Ñaco Goni: armónica
- Eduardo Introcaso: saxo alto
- Marcelo Zeta Yeyati: saxo tenor
- Jorge Polanuer: saxo tenor
- Miguel Blanco: arreglos de vientos
- Pajarito Zaguri: coros
- Uki Goñi: coros
- Claudio Kleiman: coros
- Jorge Senno: coros
- Liliana Gallardo: coros
- Alejo Stivel: voz, coros, producción